# 어린이동아
《어린이 동아》(少年東亞日報)는 동아일보사(The Dong-a Ilbo)에서 발행하는 타블로이드판 일간지로 대한민국의 유치원, 초등학생 대상의 일간지이다. 1964년 7월 15일 창간 되었다.

## 어린이동아 구독
어린이동아는 동아일보를 구독해야 받아볼 수 있다.
어린이동아
月 7천원
한 부 350원

## 연혁
- 1964년 7월 15일 《소년동아일보》창간
- 1965년 4월 1일 주간에서 일간으로 변경.
- 1978년 3월 1일 가로쓰기 방식으로 변경. (매주 24면 발행)
- 2003년 7월 15일 《어린이동아》로 제호 변경.